# تاريخ معهد جورجيا للتكنولوجيا

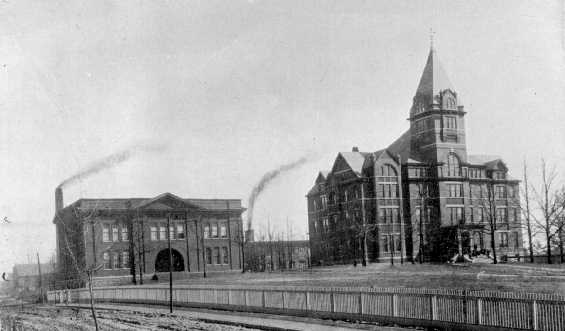
صورة مبكرة لمعهد جورجيا تصور مبنى المتجر (يسار) وبرج التكنولوجيا (يمين)

يمكن إرجاع تاريخ معهد جورجيا للتكنولوجيا (بالإنجليزية:Georgia Institute of Technology) (أو مختصراً: Georgia Tech) إلى فترة خطط إعادة الإعمار التي هدفت لتطوير القاعدة الصناعية لجنوب الولايات المتحدة.
تأسس المعهد في 13 أكتوبر 1885، في أتلانتا كمدرسة باسم مدرسة جورجيا للتكنولوجيا، وافتتحت الجامعة في عام 1888 بعد بناء برج التكنولوجيا و«مبنى المتجر» والتي أتاحت دراسة درجة واحدة فقط وهي في الهندسة الميكانيكية.
بحلول عام 1901 تمت زيادة الدرجات المقدمة للدراسة بإضافة الهندسة الكهربائية والمدنية والمنسوجات والهندسة الكيميائية.
وفي عام 1948، تم تغيير الاسم إلى معهد جورجيا للتكنولوجيا لينسجم مع تطوره من كلية هندسة إلى معهد تقني كامل وجامعة بحثية.
معهد جورجيا للتكنولوجيا (جورجيا تك) هو مسقط رأس جامعتين أخريين في جورجيا: جامعة ولاية جورجيا وجامعة ولاية جنوب البوليتكنيك السابقة.
تأسست مدرسة التجارة ضمن معهد (جورجيا تك) عام 1912 ثم انتقلت إلى جامعة جورجيا عام 1931، وتم تأسيسها بشكل مستقل كجامعة ولاية جورجيا عام 1955.
على الرغم من أن جورجيا تك لم تسمح رسميًا للنساء بالتسجيل حتى عام 1952 (ولم تدمج المناهج الدراسية بالكامل حتى عام 1968)
إلا أن المدرسة الليلية سجلت الطالبات في وقت مبكر من خريف عام 1917.
وتم إنشاء المعهد التقني الجنوبي (كلية البوليتكنيك الجنوبية للهندسة والتكنولوجيا الهندسية بجامعة ولاية كينيساو حالياً والمعروفة سابقًا باسم جامعة ولاية جنوب البوليتكنيك) تم إنشاؤها كامتداد لـ (جورجيا تك) في عام 1948 كمدرسة تجارية فنية لقدامى المحاربين في الحرب العالمية الثانية ثم أصبحت جامعة مستقلة عام 1981.
سبب الكساد الكبير ضغطًا كبيراً على ميزانية معهد جورجيا للتكنولوجيا، ولكن نشاط البحث المستوحى من الحرب العالمية الثانية زاد من تعويضه.
وأدى نمو برامج الدراسات العليا والبحثية إلى جانب تناقص الدعم الفيدرالي للجامعات في الثمانينيات من القرن الماضي إلى دفع الرئيس جون باتريك كريسين إلى إعادة هيكلة الجامعة في عام 1988 وسط جدل كبير.
تميزت التسعينات بالتوسع المستمر في برامج البكالوريوس والحرم الجامعي في سافانا ، جورجيا، وميتز، فرنسا.
في عام 1996، كانت Georgia Tech موقع «قرية الرياضيين» ومكانًا لعدد من الأحداث الرياضية للألعاب الأولمبية الصيفية.
وفي الآونة الأخيرة، قامت المدرسة بتحسين تصنيفاتها الأكاديمية تدريجياً وأولت اهتمامًا كبيرًا لتحديث الحرم الجامعي، وزيادة معدلات الاحتفاظ المنخفضة تاريخياً، ووضع خيارات درجة تؤكد على البحوث والمنظورات الدولية.

## التأسيس (قبل 1888)

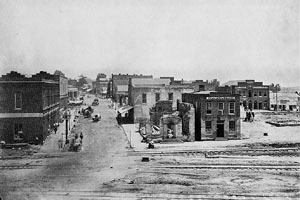
أتلانتا خلال الحرب الأهلية (1864)

كما يلاحظ من خلال العلامة التاريخية على التل الكبير في كامبوس، كان الموقع الذي يشغله أول مباني المدرسة يحتوي على تحصينات بنيت لحماية أتلانتا خلال معركة أتلانتا للحرب الأهلية الأمريكية.
وبعد استسلام المدينة على الحدود الجنوبية الغربية لحرم جورجيا للتكنولوجيا الحديثة عام 1864. كانت السنوات العشرون التالية فترة توسع صناعي سريع.
خلال هذه الفترة، ازداد كل من رأس المال الصناعي لجورجيا، وأيضاً عدد الكيلومترات المقطوعة بالسكك الحديدية، وأسعار العقارات بمقدار ثلاثة إلى أربعة أضعاف. 
تم اقتراح إنشاء مدرسة للتكنولوجيا في عام 1882 خلال فترة إعادة الإعمار.
اعتقد الرائدان جون فليتشر هانسون وناثانيل إدوين هاريس وهما ضابطان كونفدراليان سابقان أصبحوا مواطنين بارزين في بلدة ماكون-جورجيا بعد الحرب اعتقادًا راسخًا أن الجنوب بحاجة إلى تحسين تقنياته للتنافس مع الثورة الصناعية التي كانت تحدث في جميع أنحاء الشمال.   وافق العديد من الجنوبيين على هذه الفكرة المعروفة باسم " New South Creed ". 
وكان أقوى مؤيديها هو هنري دبليو جرادي، محرر دستور أتلانتا خلال 1880. 
وكان يُعتقد أن المدرسة التكنولوجية ضرورية لأن الجنوب الأمريكي في تلك الحقبة كان في الغالب زراعيًا، وكان هناك القليل من التطورات التقنية.
احتاج الجورجيون إلى تدريب تقني للنهوض بصناعة الدولة.

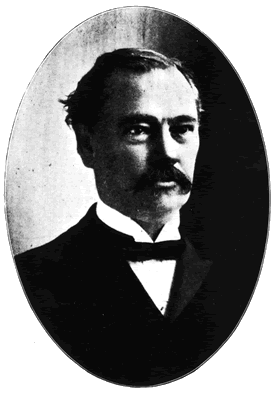
عمل ناثانيل إدوين هاريس ، مؤسس Georgia Tech ، في مجلس أمناء الشركة منذ إنشائه حتى وفاته.

بتفويض من الجمعية العامة لجورجيا، زار هاريس ولجنة من الجورجيين البارزين مدارس التكنولوجيا الشهيرة في الشمال الشرقي في عام 1883 ؛ وشمل ذلك معهد ماساتشوستس للتكنولوجيا (MIT)، ومعهد ووستر بوليتكنيك، ومعهد ستيفنز للتكنولوجيا، واتحاد كوبر.
أفادت اللجنة أن نموذج ورسيستر الذي شدد على مزيج من «النظرية والتطبيق كان تجسيدًا لأفضل مفهوم للتعليم الصناعي». 
تضمن مكون «الممارسة» في نموذج ورسيستر توظيف الطلاب وإنتاج العناصر الاستهلاكية لتوليد الإيرادات للمدرسة.  [بحاجة لرقم الصفحة]
عندما عادت اللجنة، قدمت نتائجها إلى الجمعية العامة لجورجيا في مشروع قانون مجلس النواب 732 في 24 يوليو 1883.
لاقى مشروع القانون الذي كتبه هاريس معارضة كبيرة من مصادر مختلفة وتمت هزيمته.
وشملت أسباب المعارضة المقاومة العامة للتعليم، وخاصة التعليم الفني، والمخاوف التي عبرت عنها المصالح الزراعية، والمخاوف المالية المتعلقة بالخزانة المحدودة لحكومة جورجيا؛ يحظر دستور الولاية لعام 1877 الإنفاق الذي يتجاوز إمكانياتها كإجراء رجعي على الإنفاق المفرط من قبل «بساط السجاد وزعماء الزنوج». 
في فبراير 1883، قدم هاريس نسخة ثانية، هذه المرة بدعم من القادة السياسيين المعاصرين جوزيف م. تيريل ور.
وكذلك الدعم الشعبي من جمعية الدولة الزراعية المؤثرة وقادة جامعة جورجيا، الأخيرة التي ستكون «الكلية الأم» لأي مدرسة فنية حكومية. 
في عام 1885، تم تقديم مشروع قانون مجلس النواب 732 وتم تمريره إلى مجلس النواب 94-62.
تم تمرير مشروع القانون في مجلس الشيوخ بتعديلين، وتمت هزيمة مشروع القانون المعدل في مجلس النواب 65-53. بعد عمل هاريس في الغرفة الخلفية، مر مشروع القانون أخيرًا 69-44.
في 13 أكتوبر 1885، وقع حاكم جورجيا هنري د. مكدانيل مشروع قانون لإنشاء وتمويل المدرسة الجديدة.
ثم قامت الهيئة التشريعية بتشكيل لجنة لتحديد موقع المدرسة الجديدة. تم إنشاء المدرسة رسميًا، وتم قمع الجهود اللاحقة لإلغاء القانون من قبل مؤيديه ورئيس مجلس النواب دبليو القليل. 

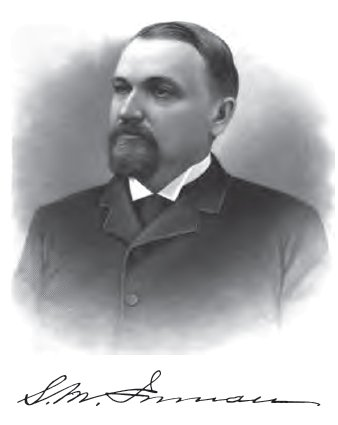
صموئيل م. إنمان ، مؤيد مبكر ومدى الحياة لجورجيا تك

عين مكدانيل لجنة في يناير 1886 لتنظيم وإدارة المدرسة. انتخبت هذه اللجنة رئيس هاريس، وهو المنصب الذي سيشغله حتى وفاته. ومن بين الأعضاء الآخرين صموئيل إم إنمان وأوليفر إس بورتر والقاضي كولومبوس هيرد وإدوارد ر. كل منها كان معروفًا إما بالخبرة السياسية أو الصناعية.  كانت مهمتهم الأولى تحديد موقع للمدرسة الجديدة. تم إرسال الرسائل إلى المجتمعات المحلية في جميع أنحاء الولاية، وتم تقديم خمسة عطاءات بحلول 1 أكتوبر 1886، الموعد النهائي: أثينا، أتلانتا، ماكون، بينفيلد، وميليدجفيل. فتشت اللجنة المواقع المقترحة في الفترة من 7 أكتوبر إلى 18 أكتوبر. يعتقد باتريك هيوز ميل، رئيس جامعة جورجيا في ذلك الوقت، أنه يجب أن يكون مقرها في أثينا مع الحرم الجامعي الرئيسي للجامعة، مثل المدارس الزراعية والميكانيكية.

## مدرسة الهندسة (1896-1905)
يشمل إدارة قاعة ليمان (1896-1905)

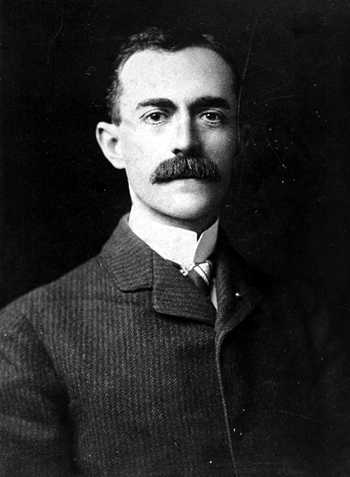
الكابتن ليمان هول ، رئيس شركة جورجيا تك من عام 1896 حتى وفاته عام 1905

في عام 1888، تم تعيين النقيب ليمان هول كأستاذ رياضيات جورجيا الأول، وهو المنصب الذي شغله حتى تعيينه كرئيسٍ ثانٍ للمدرسة في عام 1896.
كان هول يتمتع بخلفية قوية في الهندسة بسبب دراسته في ويست بوينت وغالبًا ما أدرج المسح والتطبيقات الهندسية الأخرى في منهاجه الدراسية.
وكان يتمتع بشخصية نشطة وسرعان ما تولى منصبًا قياديًا بين أعضاء هيئة التدريس.
في عمله كرئيس، دائما ما أشير إلى هول بسبب تحسيناته في المدرسة بما في ذلك مشروعه الخاص «مدرسة النسيج الفرنسية A»  والذي افتتحت Georgia Tech على أساسه أول مدرسة لهندسة النسيج في جنوب الولايات المتحدة في فبراير 1899،  بمبلغ 10000 دولار من الجمعية العامة لجورجيا، و 20000 دولار من الآلات المتبرع بها، و 13500 دولار من المؤيدين.
سميت مدرسة الغزل والنسيج الفرنسية باسم مانحها الرئيسي ومؤيدها، آرون س.فرينش.
وانتقل برنامج هندسة النسيج إلى مبنى Harrison Hightower لهندسة المنسوجات عام 1949.
كان من أهداف «هول» الأخرى توسيع التكنولوجيا وجذب المزيد من الطلاب، لذلك قام بتوسيع درجات المدرسة بما يتجاوز الهندسة الميكانيكية.
تضمنت الشهادات الجديدة التي تم تقديمها أثناء إدارة هول الهندسة الكهربائية والهندسة المدنية في ديسمبر 1896، ثم هندسة النسيج في فبراير 1899، ثم الكيمياء الهندسية في يناير 1901.  

## روابط خارجية
- تحديث خطة الحفظ التاريخي لمعهد جورجيا للتكنولوجيا في الحرم الجامعي لعام 2009
- صور المتجر الأصلي والمباني الإدارية حوالي عام 1888: صورة 1 صورة 2
- تكامل جورجيا للتكنولوجيا ، المكتبة الرقمية للحقوق المدنية.